# カイラン
カイラン（芥藍、英: Chinese Kale、学名：Brassica oleracea var. alboglabra）は、アブラナ科の緑黄色野菜。キャベツやブロッコリー(ヤセイカンラン)の仲間。カイランサイ(芥藍菜)とも呼ばれる。別名：チャイニーズブロッコリー（英: Chinese broccoli）、チャイニーズケール（英: Chinese Kale）。

## 概要

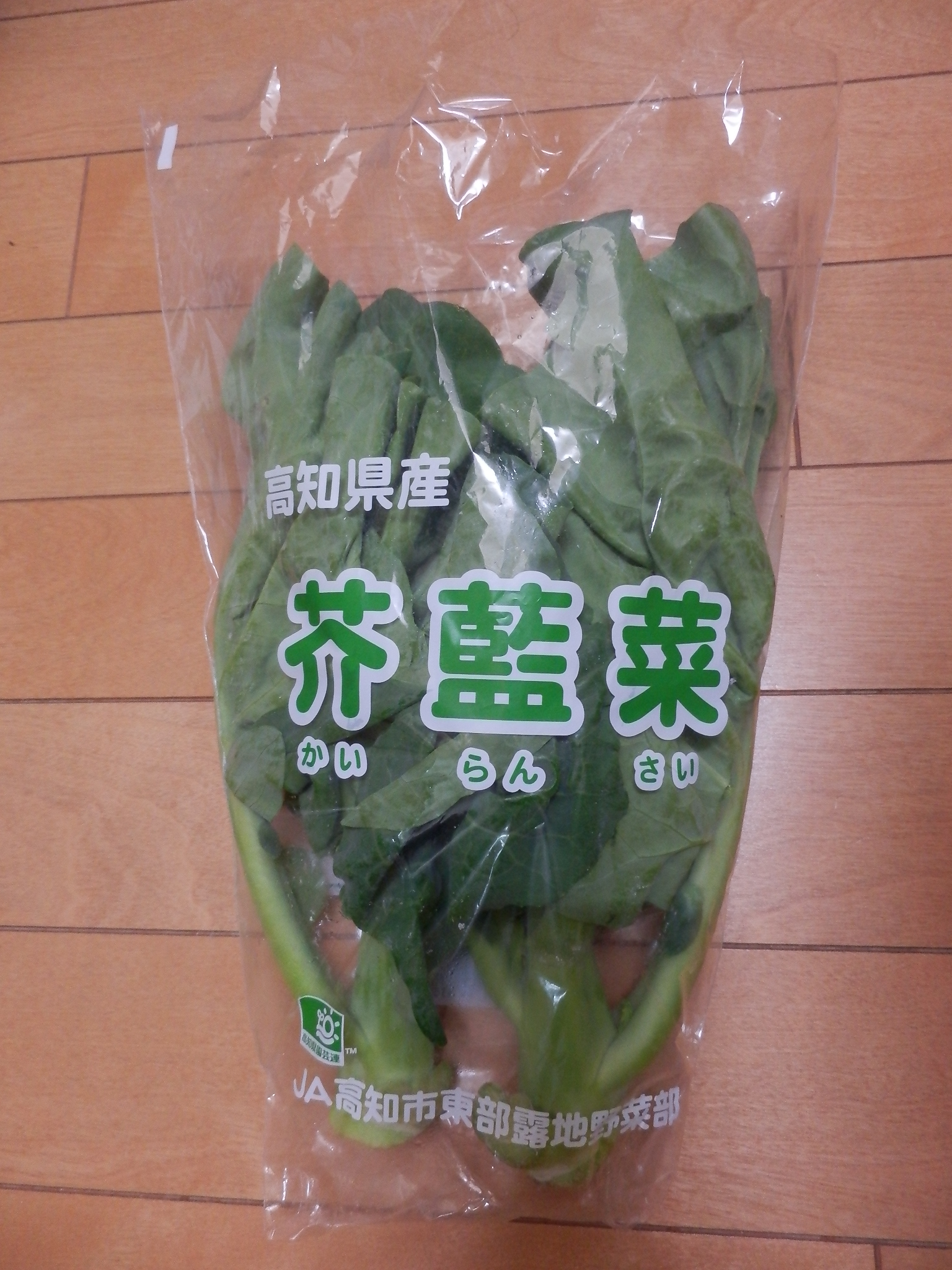
日本で流通するカイラン

中国広東地方の原産。日本でも中華料理（主に広東料理）の食材として扱われる。国内での流通量はあまり多くないが、福岡県などで栽培・出荷されている。塩茹でにするとアスパラガスに似た味・食感となる。ブロッコリーとのかけ合わせは茎ブロッコリー(スティックセニョール)と呼ばれる。
暑さに強く、栽培が容易。キャベツのように結球しない。

## 料理
中国（両広＝広東・広西）や東南アジア（インドシナ半島やマレー半島）などで若い花芽を食用にする。

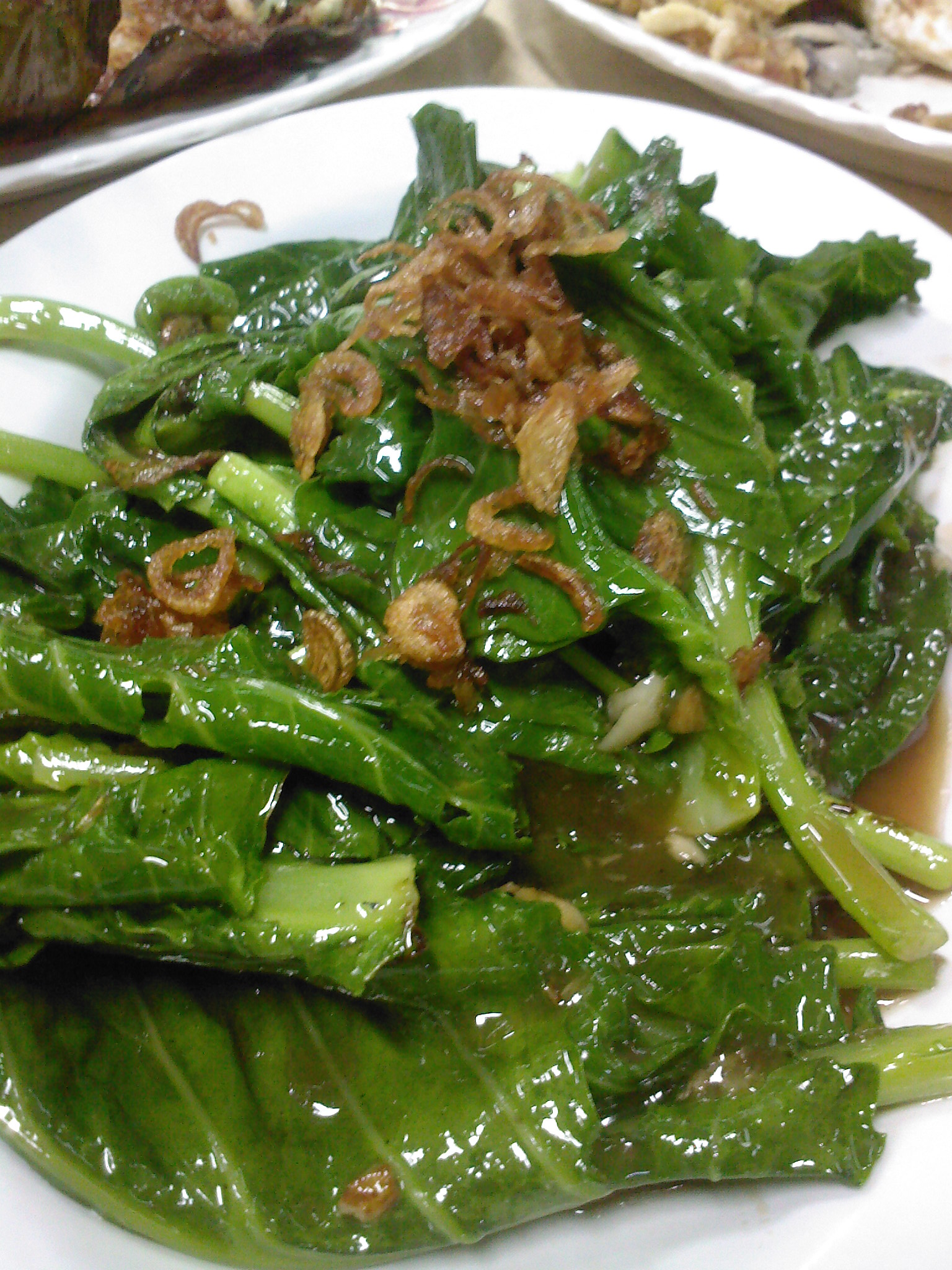
カイランの若菜をオイスターソースで炒めた広東料理
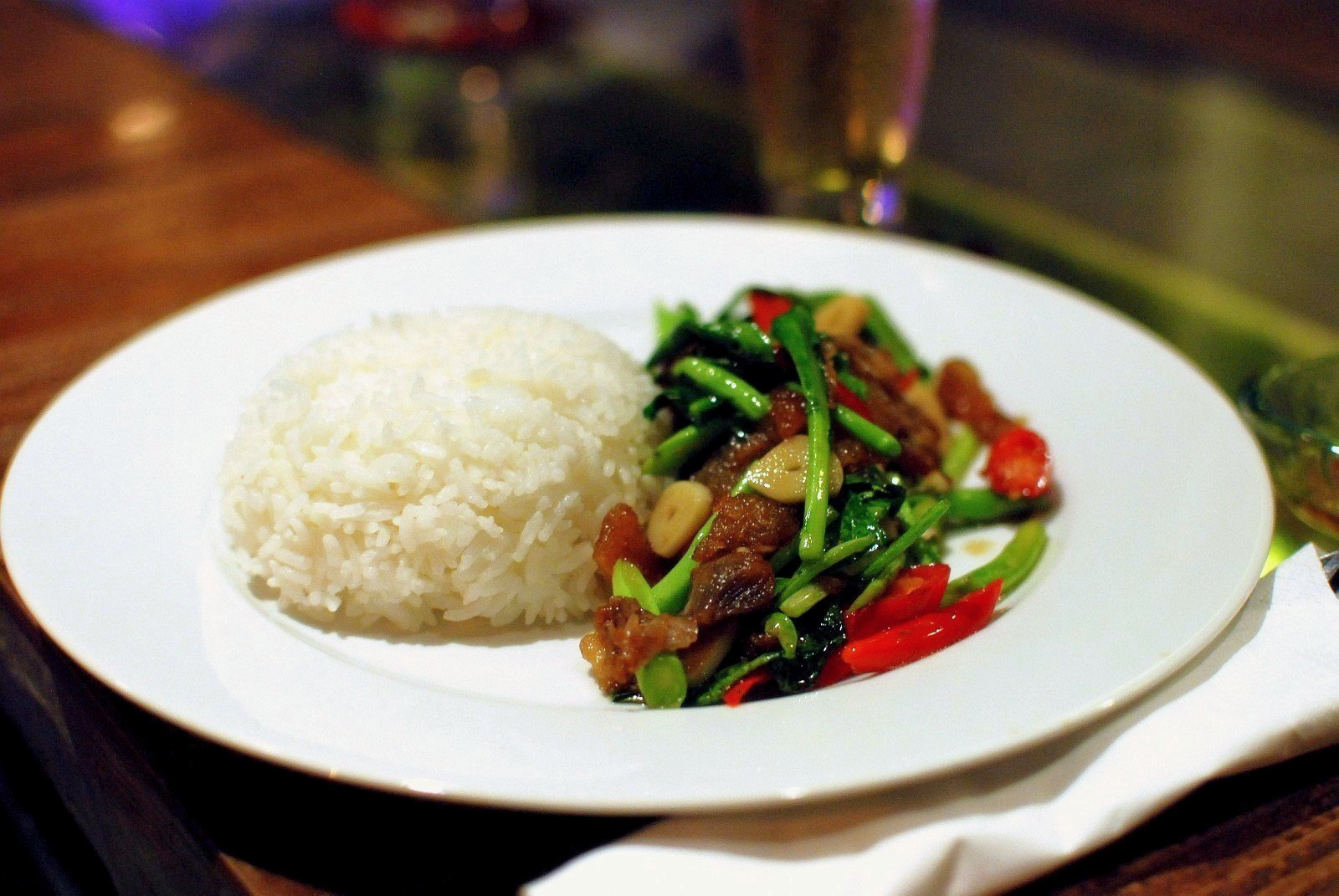
油で揚げたカイランと豚肉と一緒に炒めたタイ料理Pad khana mu krop